# محمدآباد امین
محمدآباد امین، روستایی از توابع بخش کهریزک شهرستان ری در استان تهران ایران است.

## جمعیت
این روستا در دهستان کهریزک قرار دارد و براساس سرشماری مرکز آمار ایران در سال ۱۳۸۵، جمعیت آن ۲۸۰ نفر (۸۳خانوار) بوده‌است.